# Drum național 19C
Der Drum național 19C (rumänisch für „Nationalstraße 19C“, kurz DN19C) ist eine Hauptstraße in Rumänien.

## Verlauf
Die Straße führt von der Stadt Valea lui Mihai (ungarisch Érmihályfalva), wo sie am Drum național 19 (Europastraße 671) ihren Ausgang nimmt, nach Westen zur rumänisch-ungarischen Grenze bei dem ungarischen Dorf Nyírábrány. Auf ungarischer Seite bildet die 48-as főút (Hauptstraße 48) nach Debrecen ihre Fortsetzung.
Die Länge der Straße beträgt rund 9,5 Kilometer.